# Liste der Biografien/Hofa
Liste der Biografien |
Portal Biografien |
Personensuche
# |
A |
B |
C |
D |
E |
F |
G |
H |
I |
J |
K |
L |
M |
N |
O |
P |
Q |
R |
S |
T |
U |
V |
W |
X |
Y |
Z |
?
 
Ha |
Hd |
He |
Hi |
Hj |
Hk |
Hl |
Hm |
Hn |
Ho |
Hr |
Hs |
Ht |
Hu |
Hv |
Hw |
Hy
 
Hoa |
Hob |
Hoc |
Hod |
Hoe |
Hof |
Hog–Hok |
Hol |
Hom |
Hon |
Hoo |
Hop |
Hoq |
Hor |
Hos |
Hot |
Hou |
Hov |
How |
Hox |
Hoy |
Hoz
 
Hofa |
Hofb |
Hofd |
Hofe |
Hoff |
Hofg |
Hofh |
Hofi |
Hofk |
Hofl |
Hofm |
Hofn |
Hofp |
Hofr |
Hofs |
Hoft |
Hofv |
Hofw |
Hofz
Die Liste der Biografien führt alle Personen auf, die in der deutschsprachigen Wikipedia einen Artikel haben. Dieses ist eine Teilliste mit 15 Einträgen von Personen, deren Namen mit den Buchstaben „Hofa“ beginnt.

## Hofa

### Hofac
- Hofacker, Caesar von (1896–1944), deutscher Offizier der Luftwaffe, Verschwörer des Hitlerattentates vom 20. Juli 1944
- Hofacker, Carl Friedrich (1758–1824), evangelischer Theologe, Pfarrer und Dekan in Württemberg
- Hofacker, Eberhard von (1861–1928), württembergischer Generalleutnant im Ersten Weltkrieg
- Hofacker, Ernst (* 1957), deutscher Autor, Musikjournalist, Hörfunkmoderator und Redakteur
- Hofacker, Friedrich (1881–1952), deutscher Politiker (SPD) und Gewerkschafter, MdL Preußen
- Hofacker, Friedrich Ferdinand (1758–1811), württembergischer Oberamtmann
- Hofacker, Johann Carl (1878–1948), deutscher Manager
- Hofacker, Johann Daniel (1788–1828), deutscher Tierarzt und Hochschullehrer
- Hofacker, Karl (1897–1991), Schweizer Bauingenieur
- Hofacker, Karl Christoph (1749–1793), deutscher Rechtswissenschaftler und Hochschullehrer
- Hofacker, Karl von (1794–1866), württembergischer Jurist, Richter und Landtagsabgeordneter
- Hofacker, Ludwig (1798–1828), evangelischer PfarrerLudwig Hofacker (1798–1828)

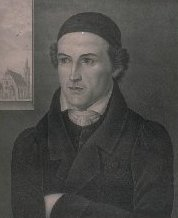
Ludwig Hofacker (1798–1828)

- Hofacker, Robert (* 1967), deutscher Fußballspieler
- Hofacker, Wilhelm (1805–1848), deutscher lutherischer Geistlicher
- Hofacker, Wilhelm (1871–1944), deutscher Oberamtmann und Ministerialbeamter